# Johann Philippi (Rechtsgelehrter)

Johann Philippi

Johann Philippi (* 9. Märzjul. / 19. März 1607greg. in Waldau; † 21. April 1674 in Leipzig) war ein deutscher Rechtsgelehrter.

## Leben
Johann war Sohn des Kirchen- und Gerichtsschreibers Josias Philippi und dessen Frau Ursula Cloß. Sein Vater hatte in Liegnitz das Bürgerrecht erworben, wo Johann bis in seinem dreizehnten Lebensjahr die Stadtschule besuchte. Danach genoss er drei Jahre Unterricht von Privatlehrern und besuchte 1623 das Elisabethgymnasium in Breslau. 1625 begab er sich an die Universität Leipzig, absolvierte ein philosophisches Studium bei Zacharias Schneider (1592–1664), Philipp Müller (1585–1659), Andreas Corvinus (1589–1648) und Wilhelm Avianus (–1636). Daneben besuchte er die juristischen Vorlesungen bei Sigismund Finckelthaus, Wilhelm Schmuck (1575–1634), Johann Böhme (–1645), Bartholomäus Gölnitz (1557–1635) und David Lindner (1604–1644).
1631 kehrte er nach Liegnitz zurück, wo er selbst Hauslehrer einiger Adliger wurde. Einige seiner Schüler begleiteten ihn 1635 an die Leipziger Hochschule, wo er selbst seine juristischen Studien bei Quirinus Schacher fortsetzte. Im Dreißigjährigen Krieg verlor er seine gesamten Besitztümer, setzte gleichwohl 1637 seine Studien an der Universität Jena fort, wo er das Lizentiat der Rechtswissenschaften erwarb und am 30. November desselben Jahres mit der Disputation De Curatore Bonorum zum Doktor der Rechte promovierte.
Daraufhin kehrte er 1640 nach Leipzig zurück, habilitierte sich am 8. Februar 1640 an der juristischen Fakultät als Substitut von Finckelthaus, hielt juristische Vorlesungen, wurde 1644 Advokat am Leipziger Konsistorium (bis 1666), war 1645 Advokat beim sächsischen Oberhofgericht in Leipzig (bis 1672), wurde 1646 Kollegiat am Kollegium B. Mariae Virgin (unter Dispensation vom Leipziger Mag. phil.), im Oktober 1648 wurde er Assessor der juristischen Fakultät (bis 1657). 1650 wurde er in den Leipziger Rat gezogen und stieg 1657 in den kurfürstlichen Schöppenstuhl auf.
Nachdem er 1654 eine Stelle als Assessor der Stände am Landgericht des Markgrafentums der Niederlausitz erhalten hatte, wurde er 1651 kaiserlicher Pfalzgraf (Comitiv in amplissima forma). Philippi hatte sich auch an den organisatorischen Aufgaben der Leipziger Hochschule beteiligt. So war er Senior der polnischen Nation, war 1642 Prorektor sowie 1652 Rektor der Alma Mater.
Johann Philippi wurde am 27. April 1674 in der Leipziger Paulinerkirche begraben.

## Familie
Aus seiner am 28. Februar 1638 geschlossenen Ehe mit Maria, der Tochter des Handelsmannes in Leipzig David Bock, sind sechs Söhne und zwei Töchter hervorgegangen. Von den Kindern kennt man:
- Christian Philippi Baden-Durlachischer Geheimsekretär, am kaiserlichen Hof in Wien
- Maria Dorothea († als Kind)
- Johann David Philippi war in schwedischen Kriegsdiensten
- Josias Philippi studierte Jura
- Johanna Maria Philippi heiratete 1668 Wilhelm Romanus (1644–1688)
- Friedrich Philippi (1650–1724) wurde Jurist
- Sigismund Philippi war am kurfürstlichen Gymnasium in Pforta
- Theodorus Philippi

## Schriften
Als Autor hat er sich vor allem zum sächsischen Landrecht ausgelassen. Dazu sind zahlreiche Disputationen von ihm erschienen, zu unterschiedlichen Rechtsthemen, die in der Nachfolge auch andere Autoren aufgegriffen haben.
- Usus jur. practicum Institutionum Justinianearum. Leipzig 1665, 1677, 1698
- Tractatus de subhastationibus, ad usum practicum utriusque fori, potissimum Saxonici, directus Leipzig 1667, 1688
- Observationes Juris practicae: Ex Decisionibus Electoralibus Saxonicis Casuum Juris Dubiorum Anno 1661 Promulgatis Collectae; Ac Praemisso Cujusvis Decisionis Textu Germanico Et Latino, Celebriorum Dicasteriorum praejudiciis exornatae. Leipzig 1670. 1694, 1710
- Considerationes juridic in novam processum judic. Saxonic. De anno 1622. Halle (Saale) 1674, Leipzig 1686, 1674
- Questiones jurid. Ex Phillipi processu. 1671
- Controversias juris decisas.
- Conclusiones ex materia societatis cet.
- Disp. De contractibus.
- Disp. De obligationibus in genre.
- Disp. De carceribus.
- Disp. De eo, qoud interest.
- Disp. De juramento judiciali.
- Disp. De juris principiis atque praecipuis.
- Disp. De legitimatione.
- Disp. De solutione. 1655
- Disp. De testamentis.
- Disp. juridica de crimine læsæ majestatis divinæ et humanæ. 1651
- Disp. De curatione bonorum.
- Disp. De fidejustione. Leipzig 1653
- Disp. De injuriis et famosis libellis.1653
- Disp. De jure tutelarum. Leipzig 1656
- Disp. Analysis L. Nesenius 24 f de neg. gest. et c.